# Giovanni Antonio Baffo
Giovanni Antonio Baffo (actif à Venise vers 1575) est un facteur de clavecins vénitien.
Un virginal polygonal de 1570 et deux clavecins authentiques sont conservés : l'un (1574) est exposé au Victoria and Albert Museum de Londres, l'autre (1579) est au Musée de la musique à Paris.
D'autres instruments sont contrefaits ou d'attribution douteuse, notamment le clavecin du château de Blois, daté de 1572 et passé au XIXe siècle par l'atelier de Leopoldo Franciolini.

Clavecins
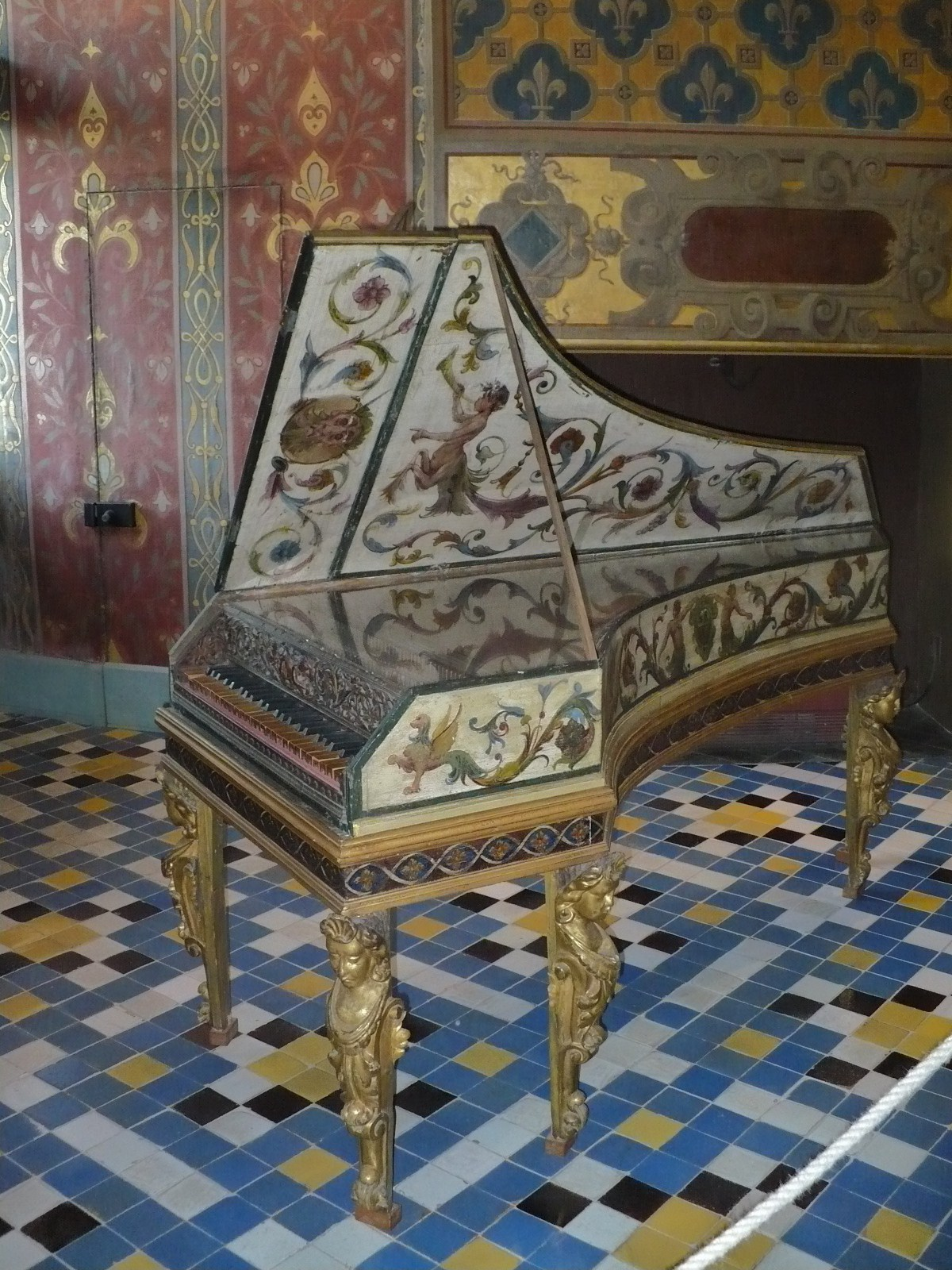
Venise 1572 Château de Blois
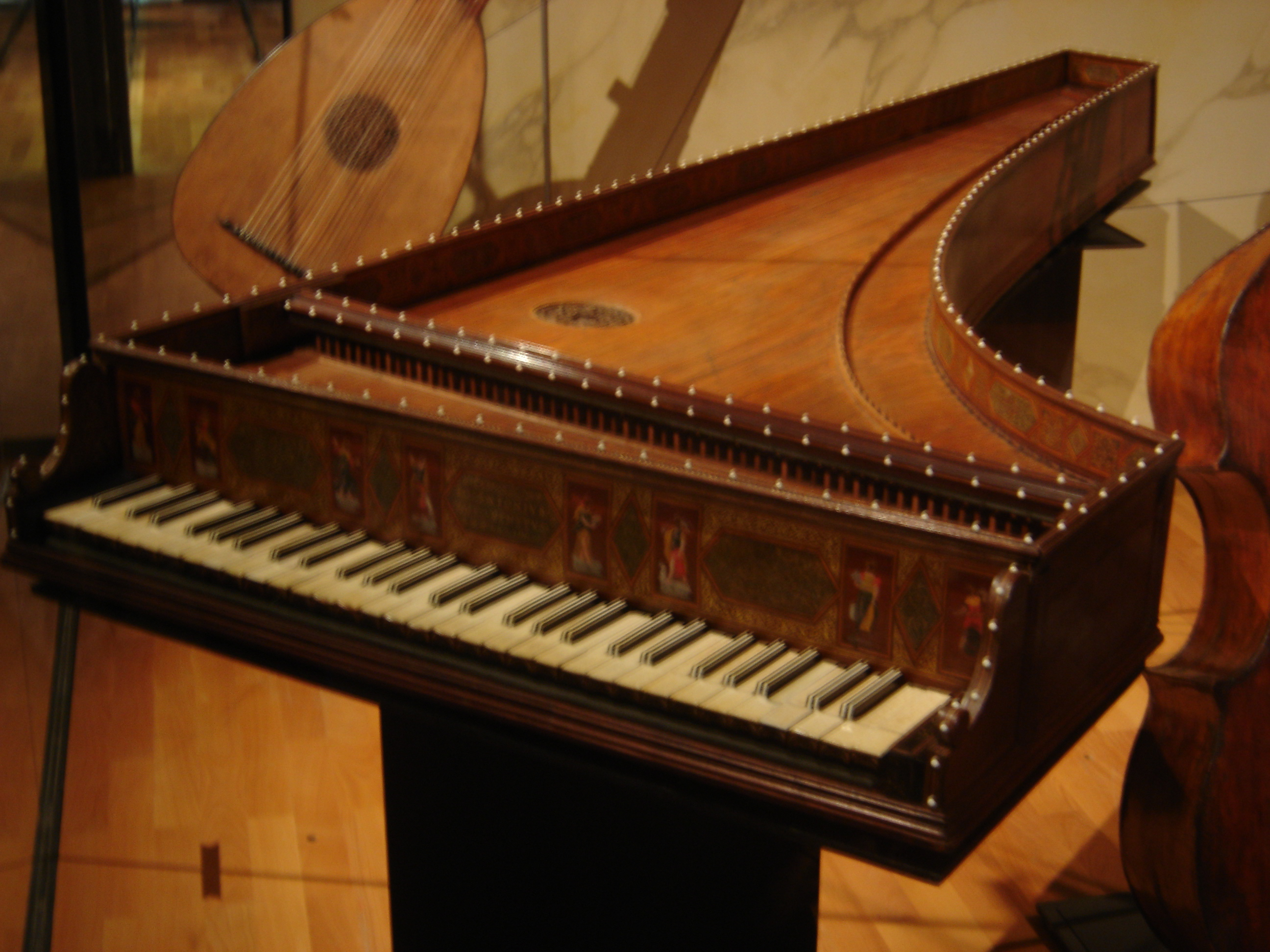
Venise 1579 Paris, Musée de la musique